# 卡尼亚马克
卡尼亚马克，是西班牙卡斯蒂利亚-莱昂索里亚省的一个市镇。总面积23平方公里，总人口45人（2001年），人口密度2人/平方公里。